# Ektappa
Ektappa – gaun wikas samiti we wschodniej części Nepalu w strefie Meći w dystrykcie Ilam. Według nepalskiego spisu powszechnego z 2001 roku liczył on 918 gospodarstw domowych i 4875 mieszkańców (2501 kobiet i 2374 mężczyzn).